# Марсийи (Мозель)
Марсийи́ (фр. Marsilly) — коммуна на северо-востоке Франции, регион Гранд-Эст (бывший Эльзас — Шампань — Арденны — Лотарингия), департамент Мозель. Входит в кантон Панж.

## Географическое положение
Марсийи расположен в 290 км к востоку от Парижа и в 9 км к востоку от Меца.

## История
Первое упоминание Марсийи относится к 1404 году. Деревня входила в историческую область Сольнуа. Принадлежала к сеньорату крупных семей патрициев Меца: Гурно, Бодош, О, Обиньи, дю Кует, Тома де Панж.

## Демография
По переписи 2012 года в коммуне проживало 524 человека.

## Достопримечательности
- Следы древнеримской дороги.